# Scaled Composites White Knight
Scaled Composites White Knight (Model 318) ist der Name des Trägerflugzeugs, welches das Raumschiff SpaceShipOne auf eine Höhe von etwa 15 Kilometern transportierte, bevor dieses dort ausgeklinkt wurde. Es startete dabei wie ein normales Flugzeug und trug den Weltraumgleiter in die Höhe. Das Flugzeug wurde 2005 und 2006 auch als Träger für die atmosphärischen Tests des experimentellen unbemannten Raumflugzeugs X-37 verwendet.
Entworfen und gebaut wurde es von Burt Rutan und seiner Firma Scaled Composites im Rahmen des Projektes Tier One.
Der Name White Knight stammt von einer Zeichnung eines Mitarbeiters von Scaled Composites, die einen Ritter mit weißer Rüstung zeigt. Die Zeichnung wurde ebenfalls verwendet als das Emblem des Flugzeugs.
Im Juli 2014 wurde das Flugzeug zum Paine Field im US-Bundesstaat Washington geflogen und der Flying Heritage Collection von Paul Allen übergeben.

## Technische Daten
| Kenngröße        | Daten                                        | Daten                           |
| Kenngröße        | White Knight                                 | White Knight Two                |
| ---------------- | -------------------------------------------- | ------------------------------- |
| Besatzung        | 1 Pilot (Vordersitz) 2 Passagiere (Rücksitz) | ?                               |
| Flügelspannweite | 28 m                                         | 42,67 m                         |
| Traglast         | 3,6 Tonnen                                   | 17 Tonnen                       |
| Triebwerke       | 2× Turbojet General Electric J85-GE-5        | 4× Turbofan Pratt&Whitney PW308 |
| Missionsdauer    | 90 Minuten                                   | 90 Minuten                      |
| Kosten           | 20 bis 30 Mio. US-Dollar                     | ?                               |
| Dienstgipfelhöhe | über 16.000 m                                | 18.300 m                        |
| Kennzeichen      | N318SL                                       | N348MS                          |